# 南日本酪農協同

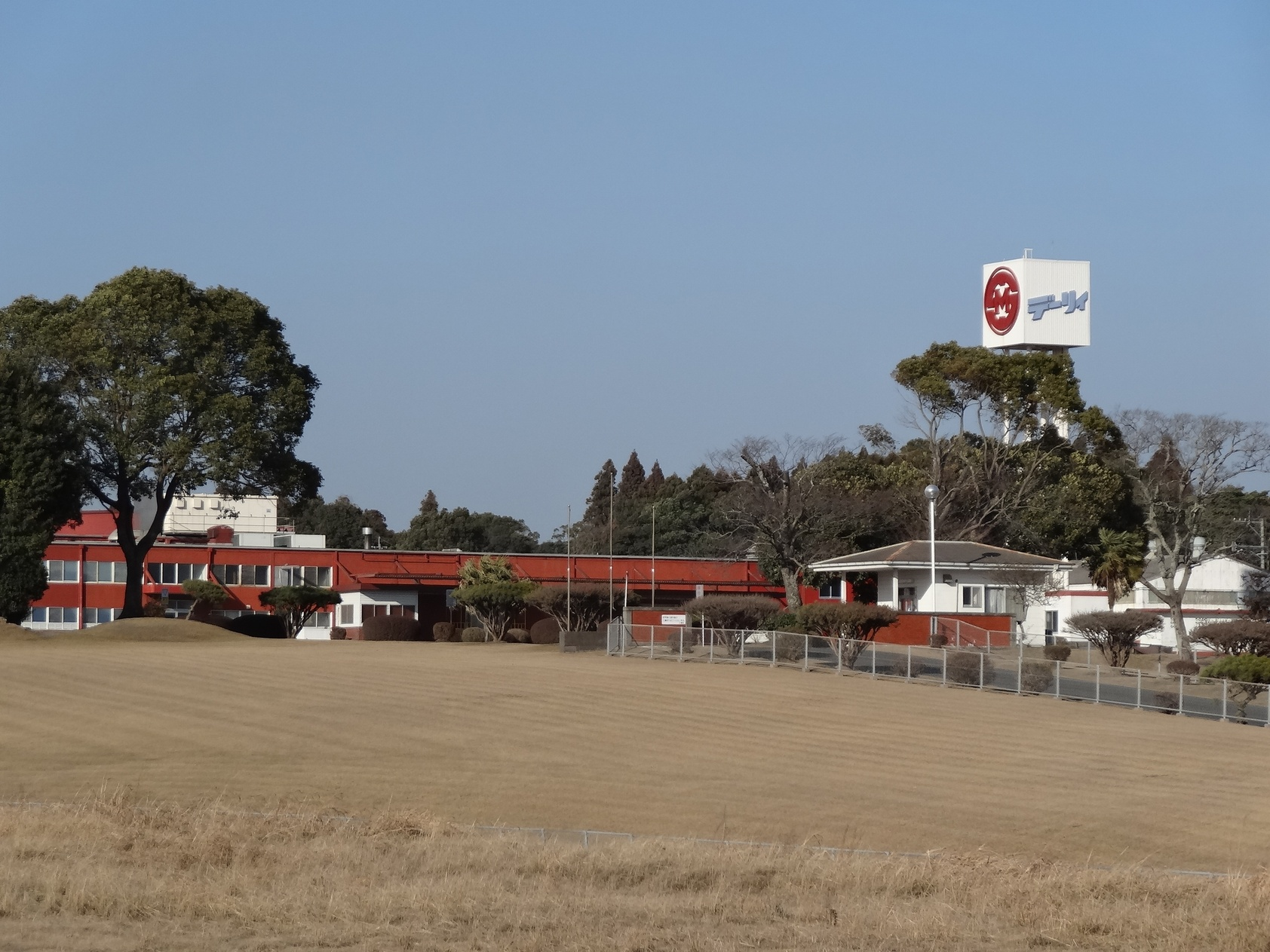
鹿屋工場（2015年撮影）。1969年（昭和44年）に乳製品専門工場として建設され、2014年（平成26年）に食品安全マネジメントシステム「FSSC 22000」を認証取得している。

南日本酪農協同株式会社（みなみにほんらくのうきょうどう）は、宮崎県都城市を本拠とする牛乳および乳製品メーカー。愛称はデーリィだが、近年では英字表記である「Dairy」を用いることが増えた。
デーリィ牛乳、スコールのブランド名で知られている。南九州（宮崎県・鹿児島県および熊本県南部）を中心とした九州地方を主な販売エリアとしている。
キャッチコピーは「ミルクでつなぐ明日の笑顔」。

## 概要
南九州の酪農家が生産した生乳を処理・販売する一貫体制を確立させることにより消費者に新鮮な牛乳や乳製品を供給することを目的として、1960年（昭和35年）に設立。実際には、同年に宮崎県南部酪農協同組合に於ける牛乳製造販売事業を株式会社として引き継いだことが当企業の発祥となっている。
後にM&Aを積極的に行うなどして全国各地に生産拠点や事業所を抱えるまでに成長。2008年（平成20年）以降は海外市場にも目を向けるようになり、2010年（平成22年）9月に当社製品の香港への初輸出を実現させた。
前記の設立時の経緯から、地元の酪農協同組合が現在でも株主となっている。

## 沿革
以下、公式サイトより。
- 1960年（昭和35年） - 宮崎県南部酪農業協同組合の設備を引き継ぐ形で、都城市姫城町に会社設立
- 1968年（昭和43年） - 大消費地に販路を求めるべく大阪営業所を開設、1974年（昭和49年）に支店に昇格。
- 1971年（昭和46年） - 乳性炭酸飲料「スコール」開発
- 1972年（昭和47年）
  - 「スコール」販売開始。同年のうちに関西地区でも販売を始める
  - 情報収集を目的として、東京事務所開設、1980年（昭和55年）に営業所、1992年（平成4年）には支店に昇格。
- 1975年（昭和50年） - 「スコール」名古屋に於いても製造開始し中京地区にて販売開始
- 1985年（昭和60年） - 乳酸菌飲料「ヨーグルッペ」と、日本初のチューブ入りコンデンスミルクの開発、発売。
- 1986年（昭和61年） - 九州全域への版図拡大を目指し、福岡県北九州市の西酪協同株式会社（現：ニシラク乳業株式会社）に資本参加
- 1987年（昭和62年） - ネッスル日本（現：ネスレ日本）株式会社の子会社で日高工場を運営していた日高乳業株式会社を買収
- 1989年（平成元年） - リキュール類の免許（酒製造）を取得
- 1994年（平成6年） - ニシラク乳業の経営に参画
- 2001年（平成13年） - スコール発売30周年記念キャンペーン実施
- 2003年（平成15年） - 本社・都城工場がISO14001認証取得
- 2004年（平成16年） - 経営理念策定
- 2012年（平成24年） - 本社・都城工場が食品安全マネジメントシステム「FSSC 22000（英語版）」を認証取得
- 2015年（平成27年） - 日本コカ・コーラ社とライセンス契約を締結し、コカ・コーラ社が自販機にてスコールの販売を開始

## グループ企業
以下、公式サイトより。
- デーリィ販売株式会社（宮崎県都城市上長飯町）
- 株式会社高千穂牧場（宮崎県都城市吉之元町） - 酪農の現業部門を分離

一部商品は子会社でも製造されていた時期があったが、それらの九州内向けは設備更新に合わせ合理化を図り、全て本社系統の工場での生産に切り替えられた。

## 主な商品
- デーリィ牛乳 - 南九州向け商品

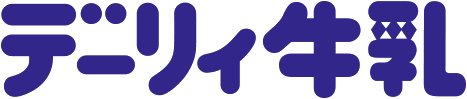
デーリィ牛乳のロゴ

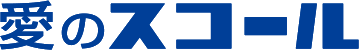
「愛のスコール」ロゴ

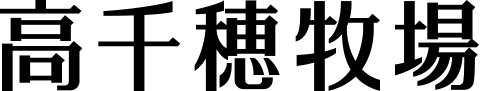
高千穂牧場のロゴ

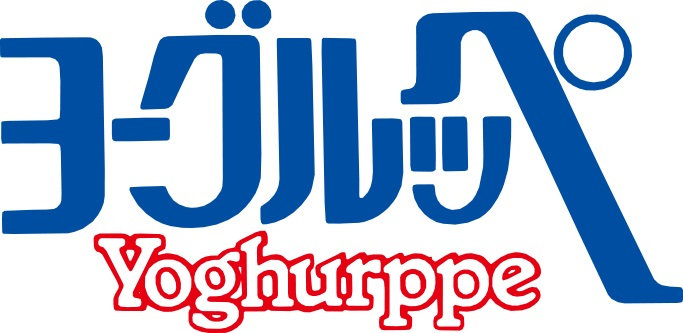
ヨーグルッペのロゴ

- 霧島山麓牛乳 - ロングライフ（LL）牛乳
- デーリィふくおか牛乳 - ニシラク乳業製造、福岡県向け商品
- デーリィサワー - 乳酸菌飲料。
- スコール - 清涼飲料水（乳性炭酸飲料）
  - 自社営業エリア外・自販機向けは日本コカ・コーラに許諾を付与し同社が製造・販売。ウォッカで割った酒類はサッポロビールから販売。
- 高千穂牧場 カフェ・オ・レ
- 高千穂バター
- ヨーグルッペ - 乳酸菌飲料
- 屋久島縄文水 - ナチュラルウォーター、屋久島工場で製造。

## 特記事項
- 本社が所在する宮崎県都城市に対するふるさと納税の同市が用意する返礼品の一つとして、当社商品および関連会社の一つである高千穂牧場の商品の詰め合わせが必要寄付金額に応じて複数の詰め合わせが用意されている[6]。
- 福岡ソフトバンクホークスによる宮崎春季キャンプに於いて、関連会社の一つである高千穂牧場がほぼ毎年屋台を出している[注 2]。加えて、2017年（平成29年）の宮崎キャンプの際には、その最中の同年2月8日に当社がホークスに対し、当社製品の「スコール」、「高千穂牧場カフェ・オ・レ」、「高千穂牧場飲むヨーグルト」など計60ケースを贈呈。贈呈式に出席し目録を受け取ったホークスの投手の一人で地元・宮崎の出身でもある武田翔太は「宮崎出身の自分にとってはなじみの飲み物。愛のスコール、大好きですよ」と笑顔で話した[11][12]。
- マスコットキャラクターは「デーリィ坊や」と牛の「モーモーちゃん」で、デーリィ牛乳と「まきばのヨーグルト」のパッケージに描かれているキャラクターがそれにあたり、公募で名称が後付けされている。デーリィ坊や、モーモーちゃんとも着ぐるみも存在し、本社が所在する宮崎県所属のマスコットとして扱われているため、宮崎県内の広報活動に限って使用されており、宮崎ローカルヒーローである『天尊降臨ヒムカイザー』の劇中に声付きでの客演や前述のホークスキャンプにも登場している。鹿児島県もデーリィ牛乳の販売エリアではあるが、着ぐるみは一切使用されていない[注 3]。